# サンクチュアリ・パブリッシング
株式会社サンクチュアリ・パブリッシングは、日本の出版社。通称のサンクチュアリ出版は、有限会社時代の旧社名でもある。

## 概要
1995年8月、高橋歩が飲食店グループだった「有限会社サンクチュアリ」の中に出版事業部を設立。1997年10月に、創業者の高橋の自伝『毎日が冒険』を出版する。
1998年、創業者の高橋が退き、有限会社サンクチュアリから独立して有限会社サンクチュアリ出版を設立する。2001年、株式会社サンクチュアリ・パブリッシングへ組織変更する。2007年、海外事業部としてOne Peace Books, Inc.を設立する。

## 出版物
- 『食べるなら、どっち!?』渡辺雄二（著）
- 『相手もよろこぶ 私もうれしい オトナ女子の気くばり帳』気くばり調査委員会（編）
- 『覚悟の磨き方 超訳吉田松陰』池田貴将（翻訳）
- 『オトナ女子の不調をなくす　カラダにいいこと大全』小池弘人（監修）
- 『最後だとわかっていたなら』ノーマ・コーネット・マレック（作）佐川睦（訳）
- 『ぜったいに おしちゃダメ？』ビル・コッター（作）
- 『学びを結果に変える　アウトプット大全』樺沢紫苑（著）
- 『カレンの台所』滝沢カレン（著） - 「料理レシピ本大賞 in Japan 2021」料理部門大賞を受賞
- 『カメラはじめます！』こいしゆうか（著）鈴木知子（監修）
- 『図解 ミスが少ない人は必ずやっている書類・手帳・ノートの整理術』サンクチュアリ出版（編）
- 『多分そいつ、今ごろパフェとか食ってるよ。』Jam（マンガ・文）名越康文（監修）
- 『結婚一年生』入江久絵（著）
- 『ラブ＆フリー』高橋歩（著）
- 『やる気のスイッチ！』山﨑拓巳（著）
- 『誰も教えてくれないお金の話』うだひろえ（著）泉正人（監修）